# Project Longshot

de fasen van Project Longshot

Project Longshot is een ontwerp voor een onbemande ruimtesonde naar de dichtstbijzijnde ster Proxima Centauri. Het project startte rond 1990 in de US Naval Academy en werd gesponsord door NASA. Het ruimteschip heeft een topsnelheid van 13 411 km/s – of 48 279 600 km/h, en zou, theoretisch gezien, Proxima Centauri kunnen bereiken in 100 jaar. Het zou daarna nog ongeveer 4 jaar duren om de gegevens terug te sturen naar de aarde. 
Het ruimteschip zou worden aangedreven door nucleaire voortstuwing. De reactor zou ook de benodigde energie voor de raket opleveren en een laser creëren die zou communiceren met de Aarde. 
Het project ligt voorlopig nog op de tekentafel; in theorie is het mogelijk.